# 도요하루촌 (사이타마현)
도요하루촌(豊春村)은 사이타마현의 중남부, 미나미사이타마군에 속했던 촌이다. 

## 지리
- 현재의 가스카베시에 해당한다.

## 역사
- 1889년 4월 1일 - 정촌제 시행에 의해 미나미사이타마군 도요하루촌이 성립하였다.
- 1954년 7월 1일 - 미나미사이타마군 가스카베정, 다케사토촌, 기타카쓰시카군 고마쓰촌, 도요노촌과 합병해 가스카베시가 되었다.

## 교통

### 철도
- 도부철도
  - 노다선